# James Meese
Pour les articles homonymes, voir James et Meese.
James Alfred Meese, né en 1917 et décédé en 1971, est un peintre et illustrateur de pulp magazine américain.

## Biographie
Il signait ses œuvres Meese.